# Ceramius bureschi
Ceramius bureschi är en stekelart som beskrevs av Atan. 1938. Ceramius bureschi ingår i släktet Ceramius och familjen Masaridae. Inga underarter finns listade.